# Eisenbahnunfall von Ramaquabane
Der Eisenbahnunfall von Ramaquabane am 4. April 1938 war der Frontalzusammenstoß eines Schnellzuges und eines Güterzuges in Südrhodesien (heute: Simbabwe), nahe dem Grenzbahnhof Plumtree zum Betschuanaland (heute: Botswana). 26 Menschen starben.

## Ausgangslage
Die Eisenbahnstrecke von Bulawayo nach Südafrika wurde damals in einem Verfahren gesichert, bei dem den Lokomotivführern in den Bahnhöfen Fahraufträge durch das Bahnhofpersonal übermittelt wurden, die von einer zentralen Zugleitstelle den Bahnhöfen telegrafisch übermittelt wurden.
Der Schnellzug von Bulawayo nach Südafrika und ein nach Norden fahrender Güterzug sollten sich planmäßig im Bahnhof Tsessebe kreuzen. Der Güterzug verkehrte jedoch „vor Plan“, war also schneller gewesen, als eigentlich vorgesehen. Die Zugleitstelle verlegte daraufhin die Zugkreuzung in den Bahnhof Ramaquabane, was an die Lokomotivführer beider Züge übermittelt wurde.

## Unfallhergang
In der Informationskette schlich sich aber ein Fehler ein, und dem Lokomotivführer des Güterzuges wurde mitgeteilt, der neue Kreuzungspunkt sei der Bahnhof Vakaranga. Er fuhr daraufhin über den Kreuzungspunkt Ramaquabane hinaus und es kam dadurch zum Frontalzusammenstoß beider Züge. Dies geschah in einem tiefen Geländeeinschnitt, was die anschließenden Bergungsarbeiten stark behinderte.

## Folgen
26 Menschen starben, 22 wurden darüber hinaus verletzt.